# Округ Бернет (Тексас)
Округ Бернет (енгл. Burnet County) је округ у америчкој савезној држави Тексас. По попису из 2010. године број становника је 42.750.

## Демографија
Према попису становништва из 2010. у округу је живело 42.750 становника, што је 8.603 (25,2%) становника више него 2000. године.
| Група             | 2000.          | 2010.          |
| Белци             | 28.017 (82,0%) | 32.530 (76,1%) |
| Афроамериканци    | 519 (1,5%)     | 766 (1,8%)     |
| Азијати           | 95 (0,3%)      | 203 (0,5%)     |
| Хиспаноамериканци | 5.044 (14,8%)  | 8.652 (20,2%)  |
| Укупно            | 34.147         | 42.750         |